# Edmond Agabra
Edmond Agabra est un réalisateur et romancier français, né le 10 août 1926 à Bucarest (Roumanie), mort le 1er décembre 2012 à Saint-Maur-des-Fossés.

## Biographie
Edmond Agabra naît en 1926 à Bucarest, d'un père iranien et d’une mère roumaine.

## Filmographie

### Réalisateur
- 1961 : Le Trésor des hommes bleus
- 1989 : Une nuit de Noël à Storicheheim (film de marionnettes)

### Assistant-réalisateur
- 1956 : Le Ballon rouge d'Albert Lamorisse
- 1956 : Le Feu aux poudres d'Henri Decoin
- 1957 : Tous peuvent me tuer d'Henri Decoin
- 1958 : La Chatte d'Henri Decoin
- 1959 : Nathalie, agent secret d'Henri Decoin
- 1960 : La Chatte sort ses griffes d'Henri Decoin
- 1965 : Les Autres, court métrage de Maurice Cohen

### Scénariste
- 1961 : 10 juin 1944 de Maurice Cohen
- 1965 : Les Autres, court métrage de Maurice Cohen (aussi commentaire)

## Publications
- L'Enfant de papier, roman, Phébus, 1993  (ISBN 2859402624)
- La Grenade de Monsieur M., nouvelles, l'Harmattan, 1998  (ISBN 273847022X)